# Amauris vansomereni
Amauris vansomereni är en fjärilsart som beskrevs av Felix Bryk 1937. Amauris vansomereni ingår i släktet Amauris och familjen praktfjärilar. Inga underarter finns listade i Catalogue of Life.